# Aleksander Alekseevič Bobrinskij
Aleksandr Alekseevič Bobrinskij, in russo Александр Алексеевич Бобринский? (San Pietroburgo, 11 maggio 1823 – San Pietroburgo, 25 febbraio 1903), è stato un politico e genealogista russo.

## Biografia
Era il figlio primogenito di Aleksej Alekseevič Bobrinskij, e di sua moglie, Sof'ja Aleksandrovna Samojlova. Era nipote di Caterina II e figlioccio della zarina Maria Feodorovna. Studiò e si laureò presso l'Università Imperiale di San Pietroburgo in giurisprudenza nel 1845.

## Carriera
Nel 1855, entrò a far parte del corpo dei volontari. Il 12 gennaio 1861 Alessandro II lo nominò governatore civile di San Pietroburgo, carica che mantenne fino al 13 marzo 1864. Dal 1869 al 1872 ricoprì la carica di Presidente dell'Assemblea della nobiltà di San Pietroburgo.
Fu uno dei fondatori della Biblioteca Nazionale Parlamentare dell'Ucraina.

## Matrimonio

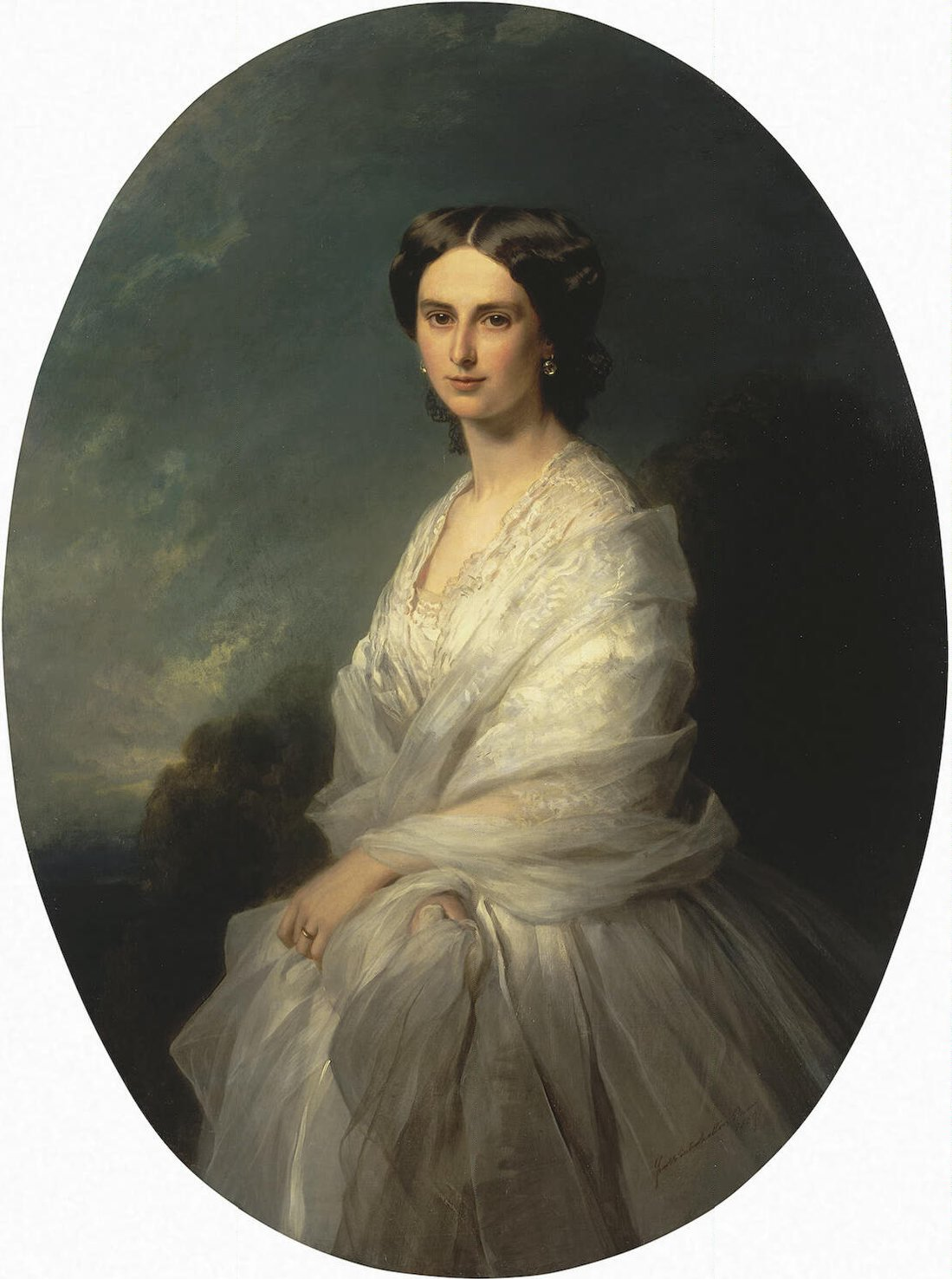
contessa Sof'ja Šuvalova, di Franz Xaver Winterhalter, 1857.

Sposò, il 30 aprile 1850, la contessa Sof'ja Andreevna Šuvalova (17 luglio 1829-9 settembre 1912), figlia di Andrej Petrovič Šuvalov e Thekla Ignat'evna Walentynowicz (1801-1873). Ebbero cinque figli:
- Aleksej Aleksandrovič (1852-1927);
- Vladimir Aleksandrovič (28 ottobre 1853-30 novembre 1877);
- Aleksandr Aleksandrovič (25 agosto 1855-10 novembre 1890);
- Andrej Aleksandrovič (1859-1930):
- Georgij Aleksandrovič (1863-1928).

## Morte
Morì il 25 febbraio 1903. Fu sepolto nel cimitero del Monastero di Aleksandr Nevskij, a San Pietroburgo.

## Ascendenza
|                                                  |                            |                                                           | Genitori                                           |  |  | Nonni |  |  | Bisnonni                          |  |  | Trisnonni               |  |
|                                                  |                            |                                                           |                                                    |  |  |       |  |  | Grigorij Grigor'evič, conte Orlov |  |  | Grigorij Ivanovič Orlov |  |
|                                                  |                            |                                                           |                                                    |  |  |       |  |  | Grigorij Grigor'evič, conte Orlov |  |  | Grigorij Ivanovič Orlov |  |
|                                                  |                            | Luker'ja Ivanovna Zinov'eva                               |                                                    |  |  |       |  |  | Grigorij Grigor'evič, conte Orlov |  |  |                         |  |
| Aleksej Grigor'evič, conte Bobrinskij            |                            |                                                           |                                                    |  |  |       |  |  | Grigorij Grigor'evič, conte Orlov |  |  |                         |  |
|                                                  |                            | Ekaterina II, imperatrice ed autocrate di Tutte le Russie | Christian August, principe di Anhalt-Zerbst        |  |  |       |  |  |                                   |  |  |                         |  |
|                                                  |                            | Ekaterina II, imperatrice ed autocrate di Tutte le Russie | Christian August, principe di Anhalt-Zerbst        |  |  |       |  |  |                                   |  |  |                         |  |
|                                                  |                            | Ekaterina II, imperatrice ed autocrate di Tutte le Russie | Johanna Elisabeth von Schleswig-Holstein-Gottorf   |  |  |       |  |  |                                   |  |  |                         |  |
| Aleksej Alekseevič, conte Bobrinskij             |                            | Ekaterina II, imperatrice ed autocrate di Tutte le Russie |                                                    |  |  |       |  |  |                                   |  |  |                         |  |
|                                                  |                            | Voldemars, barone di Ungern-Sternberg                     | Konrads, barone di Ungern-Sternberg                |  |  |       |  |  |                                   |  |  |                         |  |
|                                                  |                            | Voldemars, barone di Ungern-Sternberg                     | Konrads, barone di Ungern-Sternberg                |  |  |       |  |  |                                   |  |  |                         |  |
|                                                  |                            | Voldemars, barone di Ungern-Sternberg                     | Magdalena von Tiesenhausen                         |  |  |       |  |  |                                   |  |  |                         |  |
| Anna Vladimirovna, baronessa di Ungern-Sternberg |                            | Voldemars, barone di Ungern-Sternberg                     |                                                    |  |  |       |  |  |                                   |  |  |                         |  |
|                                                  |                            | Anna Dorothea von Tiesenhausen                            | Berend Heinrich, conte di Tiesenhausen             |  |  |       |  |  |                                   |  |  |                         |  |
|                                                  |                            | Anna Dorothea von Tiesenhausen                            | Berend Heinrich, conte di Tiesenhausen             |  |  |       |  |  |                                   |  |  |                         |  |
|                                                  |                            | Anna Dorothea von Tiesenhausen                            | Johanna Elisabeth von Baranoff                     |  |  |       |  |  |                                   |  |  |                         |  |
| Aleksander Alekseevič, conte Bobrinskij          |                            | Anna Dorothea von Tiesenhausen                            |                                                    |  |  |       |  |  |                                   |  |  |                         |  |
|                                                  | Nikolaj Borisovič Samojlov | …                                                         |                                                    |  |  |       |  |  |                                   |  |  |                         |  |
|                                                  | Nikolaj Borisovič Samojlov | …                                                         |                                                    |  |  |       |  |  |                                   |  |  |                         |  |
|                                                  | Nikolaj Borisovič Samojlov | …                                                         |                                                    |  |  |       |  |  |                                   |  |  |                         |  |
| Aleksandr Nikolaevič, conte Samojlov             | Nikolaj Borisovič Samojlov |                                                           |                                                    |  |  |       |  |  |                                   |  |  |                         |  |
|                                                  |                            | Marija Alexandrovna Potëmkina                             | Aleksandr Vasilievič Potëmkin, signore di Tsizhova |  |  |       |  |  |                                   |  |  |                         |  |
|                                                  |                            | Marija Alexandrovna Potëmkina                             | Aleksandr Vasilievič Potëmkin, signore di Tsizhova |  |  |       |  |  |                                   |  |  |                         |  |
|                                                  |                            | Marija Alexandrovna Potëmkina                             | Dar'ja Kondyreva                                   |  |  |       |  |  |                                   |  |  |                         |  |
| Sof'ja Aleksandrovna Samojlova                   |                            | Marija Alexandrovna Potëmkina                             |                                                    |  |  |       |  |  |                                   |  |  |                         |  |
|                                                  |                            | Sergej Alekseevič Trubeckoj                               | Aleksej Yurievič, principe Trubeckoj               |  |  |       |  |  |                                   |  |  |                         |  |
|                                                  |                            | Sergej Alekseevič Trubeckoj                               | Aleksej Yurievič, principe Trubeckoj               |  |  |       |  |  |                                   |  |  |                         |  |
|                                                  |                            | Sergej Alekseevič Trubeckoj                               | Anna Lvovna Naryshkina                             |  |  |       |  |  |                                   |  |  |                         |  |
| Ekaterina Sergeevna Trubeckaja                   |                            | Sergej Alekseevič Trubeckoj                               |                                                    |  |  |       |  |  |                                   |  |  |                         |  |
|                                                  |                            | Elena Vasil'evna Nesvickaja                               | Vasily Fëdorovič Nesvitsky                         |  |  |       |  |  |                                   |  |  |                         |  |
|                                                  |                            | Elena Vasil'evna Nesvickaja                               | Vasily Fëdorovič Nesvitsky                         |  |  |       |  |  |                                   |  |  |                         |  |
|                                                  |                            | Elena Vasil'evna Nesvickaja                               | Bogdana Ivanovna Ushakova                          |  |  |       |  |  |                                   |  |  |                         |  |
|                                                  |                            | Elena Vasil'evna Nesvickaja                               |                                                    |  |  |       |  |  |                                   |  |  |                         |  |